# SLC2A4RG
SLC2A4RG (англ. SLC2A4 regulator) – білок, який кодується однойменним геном, розташованим у людей на короткому плечі 20-ї хромосоми. Довжина поліпептидного ланцюга білка становить 387 амінокислот, а молекулярна маса — 41 267.
| 10         |  | 20         |  | 30         |  | 40         |  | 50         |
| ---------- |  | ---------- |  | ---------- |  | ---------- |  | ---------- |
| MERPPPRAAG |  | RDPSALRAEA |  | PWLRAEGPGP |  | RAAPVTVPTP |  | PQGSSVGGGF |
| AGLEFARPQE |  | SEPRASDLGA |  | PRTWTGAAAG |  | PRTPSAHIPV |  | PAQRATPGKA |
| RLDEVMAAAA |  | LTSLSTSPLL |  | LGAPVAAFSP |  | EPGLEPWKEA |  | LVRPPGSYSS |
| SSNSGDWGWD |  | LASDQSSPST |  | PSPPLPPEAA |  | HFLFGEPTLR |  | KRKSPAQVMF |
| QCLWKSCGKV |  | LSTASAMQRH |  | IRLVHLGRQA |  | EPEQSDGEED |  | FYYTELDVGV |
| DTLTDGLSSL |  | TPVSPTASMP |  | PAFPRLELPE |  | LLEPPALPSP |  | LRPPAPPLPP |
| PPVLSTVANP |  | QSCHSDRVYQ |  | GCLTPARLEP |  | QPTEVGACPP |  | ALSSRIGVTL |
| RKPRGDAKKC |  | RKVYGMERRD |  | LWCTACRWKK |  | ACQRFLD    |  |            |

A: Аланін

C: Цистеїн

D: Аспарагінова кислота

E: Глутамінова кислота

F: Фенілаланін

G: Гліцин

H: Гістидин

I: Ізолейцин

K: Лізин

L: Лейцин

M: Метіонін

N: Аспарагін

P: Пролін

Q: Глутамін

R: Аргінін

S: Серин

T: Треонін

V: Валін

W: Триптофан

Кодований геном білок за функцією належить до фосфопротеїнів. 
Задіяний у таких біологічних процесах, як транскрипція, регуляція транскрипції, альтернативний сплайсинг. 
Білок має сайт для зв'язування з іонами металів, іоном цинку, ДНК. 
Локалізований у цитоплазмі, ядрі.